# Осот огородный
Осо́т огоро́дный (лат. Sónchus oleráceus) — однолетнее травянистое растение семейства Астровые, или Сложноцветные (Asteraceae).
Народные названия растения: молочник, желтушник, зайчик, молочак, заячий салат.

## Ботаническое описание

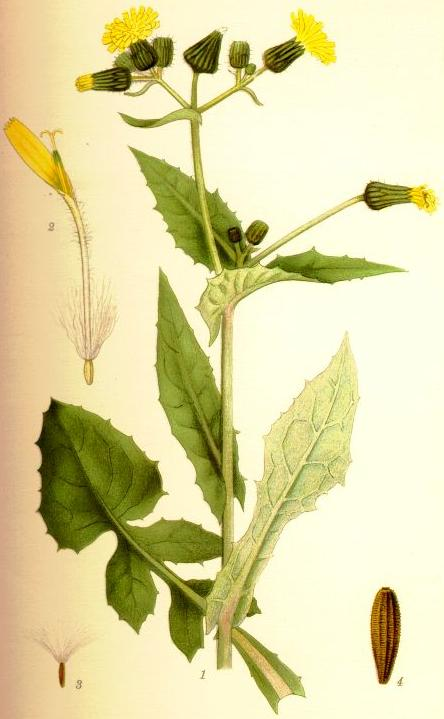
.

Однолетнее растение высотой 25—100 см. Стебель часто ветвистый.
Листья зубчатые, лировидно перистораздельные, колючие с крупной сердцевидно-треугольной верхушечной долей, значительно превышающей боковые.
Обладает млечным соком.
Светло-жёлтые цветки собраны в соцветия-корзинки. Цветёт осот с июня по сентябрь.

## Распространение и среда обитания
Широко распространён по европейской части России, на Кавказе, в Западной и Восточной Сибири, на Дальнем Востоке и в Средней Азии.

## Хозяйственное значение и применение
Его охотно едят почти все домашние животные, особенно овцы. На окультуренных территориях является обычным сорняком.
Молодые листья можно использовать для приготовления супов, щей, салатов. Для удаления из них горечи — вымачивают в солевом растворе 25—30 минут. Можно употреблять и корни осота — варёные они напоминают топинамбур.
Осот огородный применяется в народной медицине.
Медонос. Пчёлы охотно собирают нектар и пыльцу. Нектаропродуктивность 100 цветков в условиях юга Дальнего Востока — 9,8—12,9 мг. Продуктивность мёда чистыми зарослями 100—150 кг/га.

## Классификация

### Таксономия[4]
Sonchus oleraceus L., 1753, Sp. Pl. : 794
Вид Осот огородный относится к роду Осот семейства Астровые (Asteraceae) порядка Астроцветные (Asterales). Кладограмма в соответствии с Системой APG IV по состоянию на июнь 2023 года:
|  |                                      |  |                                   |                                   |                    |  | ещё 10 семейств | ещё 10 семейств |                |  |                      |  | еще 111 подтвержденных видов и 110 таксонов, ожидающих подтверждения | еще 111 подтвержденных видов и 110 таксонов, ожидающих подтверждения |  |
|  |                                      |  |                                   |                                   |                    |  | ещё 10 семейств | ещё 10 семейств |                |  |                      |  | еще 111 подтвержденных видов и 110 таксонов, ожидающих подтверждения | еще 111 подтвержденных видов и 110 таксонов, ожидающих подтверждения |  |
|  |                                      |  |                                   | порядок Астроцветные              |                    |  |                 |                 | род Осот       |  |                      |  |                                                                      |                                                                      |  |
|  |                                      |  |                                   | порядок Астроцветные              |                    |  |                 |                 | род Осот       |  | 1 внутривидой таксон |  |                                                                      |                                                                      |  |
|  | отдел Цветковые, или Покрытосеменные |  |                                   |                                   | семейство Астровые |  |                 |                 | Осот огородный |  |                      |  |                                                                      |                                                                      |  |
|  | отдел Цветковые, или Покрытосеменные |  |                                   |                                   |                    |  |                 |                 |                |  |                      |  |                                                                      |                                                                      |  |
|  |                                      |  | ещё 63 порядка цветковых растений | ещё 63 порядка цветковых растений |                    |  |                 | ещё 1787 родов  | ещё 1787 родов |  |                      |  |                                                                      |                                                                      |  |
|  |                                      |  |                                   | ещё 63 порядка цветковых растений |                    |  |                 |                 | ещё 1787 родов |  |                      |  |                                                                      |                                                                      |  |

### Внутривидовые таксоны
- Sonchus oleraceus f. hydrophilus (Boulos) J.Kost.

### Синонимы
- Sonchus angustissimus  Hook.f.
- Sonchus angustissimus  H.Lindb.
- Sonchus asper  P.Gaertn. &  al.
- Sonchus asper  G.Gaertn., B.Mey. &  Scherb.
- Sonchus australis  Hort. ex  Trev.
- Sonchus ciliatus  Lam.
- Sonchus fabrae  Sennen &  Sennen
- Sonchus gracilis  Phil.
- Sonchus lacerus  Willd.
- Sonchus laevis  Vill.
- Sonchus laevis  Garsault
- Sonchus laevis  camer. ex  Sch.Bip.
- Sonchus longifolius  Trevir.
- Sonchus longifolius  Trev.
- Sonchus mairei  H.Lév.
- Sonchus oleraceus f. oleraceus
- Sonchus oleraceus f. runcinatus  Fiori
- Sonchus oleraceus subsp. angustissimus  H.Lindb.
- Sonchus oleraceus subsp. oleraceus
- Sonchus oleraceus var. asper  L.
- Sonchus oleraceus var. integrifolius  Wallr.
- Sonchus oleraceus var. lacerus  (Willd.)  Wallr.
- Sonchus oleraceus var. oleraceus  –
- Sonchus oleraceus var. triangularis  Wallr.
- Sonchus pallescens  Panc.
- Sonchus pallescens  Pančić
- Sonchus parviflorus  Lej. ex  Rchb.
- Sonchus reversus  E.Mey. ex  DC.
- Sonchus rivularis  Phil.
- Sonchus roseus  Besser
- Sonchus royleanus  DC.
- Sonchus schimperi  A.Braun &  C.D.Bouché
- Sonchus subbipinnatifidus  Zenari
- Sonchus sundaicus  Blume
- Sonchus umbellifer  Thunb.
- Sonchus zacinthoides  DC.